# Salmo 88
Il salmo 88 (87 secondo la numerazione greca) costituisce l'ottantottesimo capitolo del Libro dei salmi.
È tradizionalmente attribuito ai figli di Core. È utilizzato dalla Chiesa cattolica nella liturgia delle ore.